# River Deux Branches (Laurent River)
Der River Deux Branches ist ein Fluss im Westen von Dominica im Parish Saint Paul.

## Geographie
Der River Deux Branches entspringt am Nordhang des Morne Trois Pitons bei Pont Cassé, zusammen mit seinem Quellbach Warner River und mit dem Laurent River, in den er nach wenigen Kilometern mündet. Er verläuft nach Norden, nimmt bei Pagayer von Westen und links den Warner River auf und bildet beinahe unmittelbar darauf die Jacko Falls. Nur etwa 400 m weiter nördlich mündet er bereits in den Laurent River.